# ستيفن إيفا
ستيفن إيفا (17 يوليو 1967 - ) (بالإنجليزية: Stephen Eva)‏ هو لاعب كريكت بريطاني.